# الفوز دي كوانتاناديناياس
بلدية الفوز دي كوانتاناديناياس (بالإسبانية: Alfoz de Quintanadueñas)‏، هي إحدى بلديات مقاطعة برغش، التي تقع في منطقة قشتالة وليون، والتي تقع في شمال غرب إسبانيا.
يبلغ عدد سكانها 1.077 نسمة وفقاً لإحصائية سنة (2002).